# Чемерцы (деревня)
Чемерцы — деревня в Высокогорском районе Татарстана. Входит в состав Мульминского сельского поселения.

## География
Находится в северо-западной части Татарстана на расстоянии приблизительно 27 км на восток-северо-восток по прямой от районного центра поселка Высокая Гора у речки Казанка.

## История
Основана в период Казанского ханства, упоминалась также как Тимерчи. 
В «Списке населенных мест по сведениям 1859 года», изданном в 1866 году, населённый пункт упомянут как казённая деревня Чемерцы 2-го стана Казанского уезда Казанской губернии. Располагалась при речке Казанке, по левую сторону от Сибирского почтового тракта, в 50 верстах от уездного и губернского города Казани и в 11 верстах от становой квартиры в заштатном городе Арске. В деревне, в 41 дворе проживали 305 человек (154 мужчины и 151 женщина), была мечеть.
В начале XX века упоминалось о наличии мечети и мектеба.

## Население
Постоянных жителей было: в 1782 году — 57 душ мужского пола, в 1859—299, в 1897—394, в 1908—399, в 1920—347, в 1926—387, в 1938—400, в 1949—386, в 1958—223, в 1970—270, в 1989—152, 97 в 2002 году (татары 98 %), 76 в 2010.